# Niwaella multifasciata
Niwaella multifasciata är en fiskart som först beskrevs av Wakiya och Tamezo Mori botanist 1929.  Niwaella multifasciata ingår i släktet Niwaella och familjen nissögefiskar. Inga underarter finns listade i Catalogue of Life.